# Baldassarre di Turingia

Stemma della casata di Wettin

Baldassarre di Turingia (Weißenfels, 21 dicembre 1336 – Wartburg, 18 maggio 1406) fu un nobile della casata di Wettin, congiuntamente margravio di Meißen, langravio di Turingia e conte palatino di Sassonia e di Turingia dal 1349 al 1381 e poi solo langravio di Turingia sino alla sua morte.

## Biografia
Balthazar fu il secondo figlio di Federico II di Meißen e di Matilde di Baviera, figlia dell'imperatore della dinastia Wittelsbach Ludovico IV il Bavaro. Dopo la morte del padre nel 1349 suo fratello maggiore Federico III di Meißen assunse la reggenza per Baldassarre e i suoi fratelli Guglielmo I di Meißen e Luigi di Meißen. Quando divennero adulti Guglielmo e Baldassarre regnarono congiuntamente con Federico III.
Dopo la morte di Federico III nel 1381, scoppiò un conflitto tra i fratelli Guglielmo e Baldassarre, da un lato, ed i loro nipoti Federico I di Sassonia, Guglielmo II di Meißen e Giorgio di Meißen. La condivisione venne finalmente risolta nel novembre 1382, con la successione di Chemnitz, che confermò a Baldassarre l'assegnazione del langraviato di Turingia.

## Matrimonio e discendenza
Baldassarre sposò Margherita di Norimberga il 22 luglio 1374, figlia del burgravio Alberto II il Bello di Norimberga, che gli diede due figli:
- Anna, sposò nel 1396 Rodolfo III di Sassonia-Wittenberg
- Federico IV di Turingia (1384-1440)

Dopo la morte di Margherita, Baldassarre sposò il 14 luglio 1404 Anna di Sassonia-Wittenberg (?-1426), vedova di Federico I, duca di Brunswick-Lüneburg. Questa unione fu sterile.

## Ascendenza
|                                   |                            |                                | Genitori                |  |  | Nonni |  |  | Bisnonni             |  |  | Trisnonni            |  |
|                                   |                            |                                |                         |  |  |       |  |  | Alberto II di Meißen |  |  | Enrico III di Meißen |  |
|                                   |                            |                                |                         |  |  |       |  |  | Alberto II di Meißen |  |  | Enrico III di Meißen |  |
|                                   |                            | Costanza d'Austria             |                         |  |  |       |  |  | Alberto II di Meißen |  |  |                      |  |
| Federico I di Meißen              |                            |                                |                         |  |  |       |  |  | Alberto II di Meißen |  |  |                      |  |
|                                   |                            | Margherita di Sicilia          | Federico II di Svevia   |  |  |       |  |  |                      |  |  |                      |  |
|                                   |                            | Margherita di Sicilia          | Federico II di Svevia   |  |  |       |  |  |                      |  |  |                      |  |
|                                   |                            | Margherita di Sicilia          | Isabella d'Inghilterra  |  |  |       |  |  |                      |  |  |                      |  |
| Federico II di Meißen             |                            | Margherita di Sicilia          |                         |  |  |       |  |  |                      |  |  |                      |  |
|                                   |                            | Otto IV di Lobdeburg-Arnsgauck | …                       |  |  |       |  |  |                      |  |  |                      |  |
|                                   |                            | Otto IV di Lobdeburg-Arnsgauck | …                       |  |  |       |  |  |                      |  |  |                      |  |
|                                   |                            | Otto IV di Lobdeburg-Arnsgauck | …                       |  |  |       |  |  |                      |  |  |                      |  |
| Elisabetta di Lobdeburg-Arnshaugk |                            | Otto IV di Lobdeburg-Arnsgauck |                         |  |  |       |  |  |                      |  |  |                      |  |
|                                   |                            | …                              | …                       |  |  |       |  |  |                      |  |  |                      |  |
|                                   |                            | …                              | …                       |  |  |       |  |  |                      |  |  |                      |  |
|                                   |                            | …                              | …                       |  |  |       |  |  |                      |  |  |                      |  |
| Baldassarre di Turingia           |                            | …                              |                         |  |  |       |  |  |                      |  |  |                      |  |
|                                   | Ludovico II del Palatinato | Ottone II di Baviera           |                         |  |  |       |  |  |                      |  |  |                      |  |
|                                   | Ludovico II del Palatinato | Ottone II di Baviera           |                         |  |  |       |  |  |                      |  |  |                      |  |
|                                   | Ludovico II del Palatinato | Agnese del Palatinato          |                         |  |  |       |  |  |                      |  |  |                      |  |
| Ludovico il Bavaro                | Ludovico II del Palatinato |                                |                         |  |  |       |  |  |                      |  |  |                      |  |
|                                   |                            | Matilde d'Asburgo              | Rodolfo I d'Asburgo     |  |  |       |  |  |                      |  |  |                      |  |
|                                   |                            | Matilde d'Asburgo              | Rodolfo I d'Asburgo     |  |  |       |  |  |                      |  |  |                      |  |
|                                   |                            | Matilde d'Asburgo              | Gertrude di Hohenberg   |  |  |       |  |  |                      |  |  |                      |  |
| Matilde di Baviera                |                            | Matilde d'Asburgo              |                         |  |  |       |  |  |                      |  |  |                      |  |
|                                   |                            | Bolko I di Świdnica            | Boleslao II di Slesia   |  |  |       |  |  |                      |  |  |                      |  |
|                                   |                            | Bolko I di Świdnica            | Boleslao II di Slesia   |  |  |       |  |  |                      |  |  |                      |  |
|                                   |                            | Bolko I di Świdnica            | Edvige di Anhalt        |  |  |       |  |  |                      |  |  |                      |  |
| Beatrice di Slesia-Glogau         |                            | Bolko I di Świdnica            |                         |  |  |       |  |  |                      |  |  |                      |  |
|                                   |                            | Beatrice del Brandeburgo       | Ottone V di Brandeburgo |  |  |       |  |  |                      |  |  |                      |  |
|                                   |                            | Beatrice del Brandeburgo       | Ottone V di Brandeburgo |  |  |       |  |  |                      |  |  |                      |  |
|                                   |                            | Beatrice del Brandeburgo       | …                       |  |  |       |  |  |                      |  |  |                      |  |
|                                   |                            | Beatrice del Brandeburgo       |                         |  |  |       |  |  |                      |  |  |                      |  |